# 福岡県道65号筑紫野筑穂線
福岡県道65号筑紫野筑穂線（ふくおかけんどう65ごう ちくしのちくほせん）は、福岡県筑紫野市から飯塚市に至る県道（主要地方道）である。

## 概要
筑紫野市二日市中央2丁目から飯塚市平塚に至る。
筑紫野市二日市中央2丁目の天神交差点を起点として北東に延び、太宰府市を経て筑紫野市北東部を進み、筑紫野市と飯塚市の市境にある米ノ山峠を越え、飯塚市の旧筑穂町域中心市街地を抜けた先の飯塚市平塚の長尾交差点に至る主要地方道である。
ほぼ片側1車線だが、飯塚市長尾付近に大型車通行不能の幅員狭小区間が存在する。
太宰府市内を含む起点から筑紫野市大字吉木までと、福岡県道90号穂波嘉穂線との重複区間である飯塚市筑穂元吉から終点までは比較的平坦な住宅地であるが、中間部の米ノ山峠を挟む筑紫野市大字吉木から飯塚市筑穂元吉までは急勾配や急カーブが連続する。

### 路線データ
- 起点：筑紫野市二日市中央2丁目（天神交差点、福岡県道・大分県道112号福岡日田線交点、福岡県道520号二日市停車場線終点）
- 終点：飯塚市平塚（長尾交差点、国道200号交点）
- 総延長：16 km

## 歴史
- 1993年（平成5年）5月11日 - 建設省から、県道筑紫野筑穂線が筑紫野筑穂線として主要地方道に指定される[1]。

## 路線状況

### 重複区間
- 福岡県道90号穂波嘉穂線（飯塚市筑穂元吉 - 飯塚市長尾）

### 道路施設

#### 橋梁
- 片谷橋（太宰府市）
- 岩本橋（原川、筑紫野市）

## 地理

### 通過する自治体
- 筑紫野市
- 太宰府市
- 筑紫野市
- 飯塚市

### 交差する道路
| 交差する道路                                                  | 市町村名 | 交差する場所    | 交差する場所       |
| ------------------------------------------------------------- | -------- | --------------- | ------------------ |
| 福岡県道・大分県道112号福岡日田線 福岡県道520号二日市停車場線 | 筑紫野市 | 二日市中央2丁目 | 天神交差点 / 起点  |
| 国道3号                                                       | 太宰府市 | 高雄1丁目       | 高雄交差点         |
| 福岡県道35号筑紫野古賀線 / バイパス                           | 筑紫野市 | 大字吉木        | 上宝満橋交差点     |
| 福岡県道76号筑紫野太宰府線                                    | 筑紫野市 | 大字吉木        | 吉木公民館前交差点 |
| 福岡県道90号穂波嘉穂線 重複区間起点                           | 飯塚市   | 筑穂元吉        |                    |
| 福岡県道90号穂波嘉穂線 重複区間終点                           | 飯塚市   | 長尾            |                    |
| 国道200号                                                     | 飯塚市   | 平塚            | 長尾交差点 / 終点  |

### 交差する鉄道
- 西鉄天神大牟田線
- 筑豊本線

### 沿線
- JR九州鹿児島本線 二日市駅[注釈 1]
- 西鉄天神大牟田線 紫駅
- 九州産業大学付属九州産業高等学校
- 筑紫野市立二日市北小学校
- 筑紫野市立阿志岐小学校
- 筑紫野市立吉木小学校
- 筑紫野市立竜岩自然の家
- 福岡県立総合射撃場
- 飯塚市立筑穂中学校
- 飯塚市立筑穂保育所

### 峠
- 米ノ山峠（筑紫野市 - 飯塚市）